# Sabine Nitz-Spatz
Sabine Nitz-Spatz (* 10. März 1956 in Berlin; † 19. Januar 1997 ebenda) war eine deutsche Politikerin (Alternative Liste für Demokratie und Umweltschutz).
Sabine Nitz-Spatz besuchte ein Gymnasium und legte 1974 das Abitur ab. Sie arbeitete in der Altenpflege. Gleichzeitig studierte sie an der Freien Universität Berlin Ethnologie und schloss 1981 mit dem Magister Artium (M.A.) ab. 1984 trat sie der Alternative Liste für Demokratie und Umweltschutz (AL) bei. Da Renate Künast durch das Rotationsprinzip der AL ausschied, rückte Nitz-Spatz im April 1987 in das Abgeordnetenhaus von Berlin nach. Nach der Berliner Wahl 1989 wurde sie von der Bezirksverordnetenversammlung im Bezirk Tiergarten zur Bezirksstadträtin für Gesundheitswesen gewählt. 1995 schied sie aus dem Amt aus.
Nitz-Spatz starb 1997 durch eine Krebserkrankung.